# Новотроицкое (Терновский район)
Новотроицкое — село в Терновском районе Воронежской области.
Административный центр Новотроицкого сельского поселения.

## История
Выселок из Козловки был основан в первой половине XIX века, первоначальное называние — Козловские Выселки. После постройки в 1857 году Троицкой церкви — населённый пункт стал селом Новотроицким. В 1900 году в селе проживало 2305 жителей в 350 дворах, действовали две школы.

## География
Новотроицкое находится на высоте 132 м над уровнем моря, в 14,8 км от Терновки. С востока от села расположена деревня Раздольное и за рекой Савала — Савальский лесной массив, к югу в 7 км находится село Братки, к западу в 7 км — село Козловка, в 3 км к северу — село Русаново.
Климат умеренно континентальный. Средняя температура в январе: —19,5°С; в июле +21°С. Среднегодовое количество осадков 502 мм. Безморозный период длится 151 день (первые заморозки наступают в октябре, последние в мае), количество дней с устойчивым снежным покровом — 109.

## Население
| 2010 |
| ---- |
| 579  |

### Известные люди
- Ефимов, Иван Николаевич — Герой Советского Союза.
- Объедков, Виктор Павлович — участник Великой Отечественной войны, командир партизанского отряда.

## Инфраструктура
В селе имеется школа, фельдшерский пункт, библиотека, клуб.